# Āśrama
Il termine sanscrito Āśrama (devanāgarī  आश्रम; adattato in lingua inglese anche come Ashram) indica, nella tradizione indiana un luogo di meditazione e romitaggio, da non confondere con le quattro fasi della vita di una persona (ashrama).

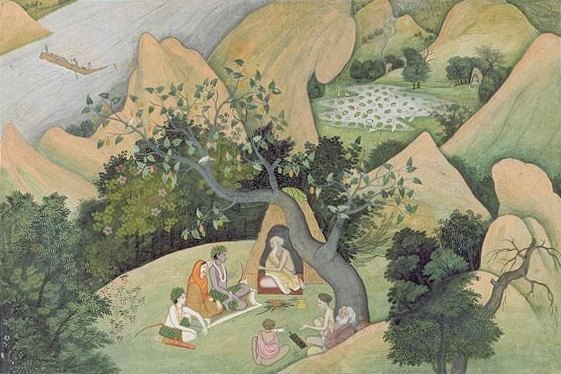
Rāma, Sita e Lakshmana presso l'ashram del rishi Bharadwaj, da un manoscritto del 1780

## Luogo di meditazione
È un romitaggio dove i saggi (vedi rishi) vivono in pace in mezzo alla natura. I residenti vi eseguono varie forme di pratiche spirituali, di meditazione e di yoga; in alcuni in passato venivano altresì eseguiti sacrifici (yajña), austerità e penitenze. Molti ashram servono altresì da scuole residenziali.
Oggi il termine viene principalmente usato come riferimento a una comunità formata primariamente per l'innalzamento spirituale dei suoi membri, spesso guidati da un mistico, da un capo religioso o da un maestro spirituale.